# Mossel Lake
Mossel Lake är en sjö i Antarktis. Den ligger i Östantarktis. Australien gör anspråk på området. Mossel Lake ligger 26 meter över havet. Arean är 0,36 kvadratkilometer.  Den sträcker sig 0,6 kilometer i nord-sydlig riktning, och 2,9 kilometer i öst-västlig riktning.
I övrigt finns följande vid Mossel Lake:
- Tierney Creek (ett vattendrag)